# Národní zemědělské muzeum
Národní zemědělské muzeum je státní příspěvkovou organizací se sídlem v Praze. Zřizovatelem organizace je aktuálně Ministerstvo zemědělství.

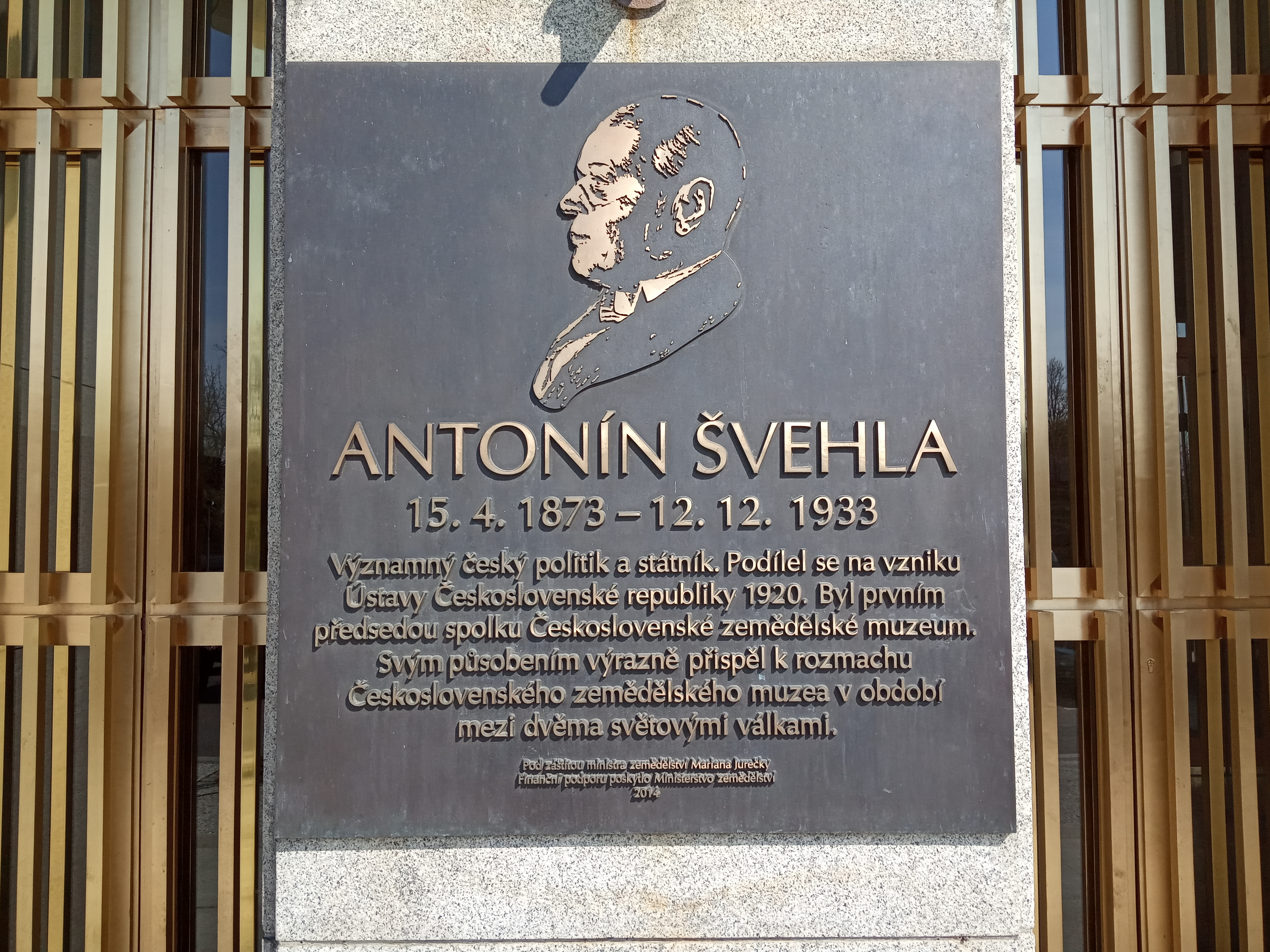
Pamětní deska Antonín Švehla v NZM Praha

Původní název instituce zněl České zemědělské muzeum (na základě ustavující valné hromady stejnojmenného spolku, konané dne 28. září 1918). Ten byl ale záhy po ukončení 1. světové války na popud Antonína Švehly změněn na Československé zemědělské muzeum, ústav pro studium a povznesení venkova. Chod muzea byl financován z příspěvků členů spolku, subvencí ministerstva zemědělství a různých podniků a společností, jako byly Ústřední jednoty hospodářských družstev, Agrární banka, Spolek slovenských cukrovarů a další. V roce 1952 byl spolek včleněn do rámce Československé akademie zemědělské, později Československé akademie zemědělských věd (ČAZV), což prakticky znamenalo jeho zrušení a zestátnění muzea. Po zrušení ČAZV v roce 1961 muzeum přebírá Ústav vědecko-technických informací  a od roku 1975 pak Ústav vědecko-technických informací pro zemědělství, jehož součástí bylo až do roku 1992. Dne 22. prosince 1992 byla rozhodnutím ministra kultury České republiky zřízena státní příspěvková organizace Národní zemědělské muzeum v Praze. Ministerstvo kultury vykonávalo funkci jejího zřizovatele až do 30. dubna 2006, kdy na základě dohody ministra kultury a ministra zemědělství došlo k přechodu instituce do rezortu zemědělství a k založení nové příspěvkové organizace. Ta byla 1. prosince 2015 přejmenována na její současnou podobu, tedy Národní zemědělské muzeum, s.p.o.
Národní zemědělské muzeum (dále také NZM) dle zřizovací listiny získává, shromažďuje, trvale uchovává, eviduje, odborně zpracovává a zpřístupňuje veřejnosti sbírku hmotných dokladů vývoje zemědělství, lesnictví, myslivosti, rybářství, zoologie, zahradnictví, vinařství, botaniky, životního prostředí, zpracování zemědělských produktů, potravinářství a gastronomie, dokladů vývoje a rozvoje venkova, tradic, vývoje životního prostředí a kulturní krajiny české i zahraniční, zejména však z území Čech, Moravy a Slezska.
Muzeum je členem několika odborných organizací: Asociace muzeí a galerií České republiky (AMG), Český výbor Mezinárodní rady muzeí (ICOM) a Mezinárodní asociace zemědělských muzeí (AIMA).
NZM uchovává přes 100 tisíc sbírkových předmětů zapsaných v Centrální evidenci sbírek muzejní povahy (CES), 120 osobních fondů zapsaných v Národním archivním dědictví a přes 100 tisíc knihovních jednotek v několika desítkách podsbírek, kterými jsou Archeologie zemědělství, Botanika, Etnografie, Fotoarchiv, Gastronomie, Knihy - staré tisky, Květinářství, Lesnictví, Modely zemědělských staveb, Myslivost, Obchod, Ovocnictví, Potravinářská výroba, Rostlinná výroba I., Rostlinná výroba II., Rybářství, Venkovská řemesla, Vinařství, Zelinářství, Zemědělství a umění, Zemědělská technika, Zoologie, Živočišná výroba, Životní prostředí, Archivní fond a Knihovní fond.
Muzeum vystavuje v sedmi budovách rozptýlených po celé republice. Sídlo a hlavní budova leží v Praze na Letné, kde NZM Praha představuje příběh zemědělství, nedaleko Kutné Hory se nachází zámek, muzeum a park NZM Kačina, u Čáslavi muzeum zemědělské techniky NZM Čáslav, jihočeské NZM Ohrada je muzeem lesnictví, myslivosti a rybářství, NZM Valtice je muzeem vinařství, zahradnictví a krajiny, muzeum potravin a zemědělských strojů NZM Ostrava je součástí Dolní oblasti Vítkovice a v bývalém znojemském pivovaru ve správě Znojemské besedy je expozice pivovarnictví NZM Znojmo.
Muzeum každoročně realizuje desítky autorských, partnerských či převzatých výstav, z nichž některé putují po vybraných pobočkách NZM.
Muzeum se svými partnery organizuje různé další akce, které buď přímo, nebo nepřímo souvisí se zemědělstvím, pořádá akce jako je Letenská husa aneb košt svatomartinských vín, Husa fest, Bylinkový den, Pradědečkův traktor, Koně na Kačině, Zabijačka v muzeu, Vorařský den, je partnerem Noci v muzeu, Noci vědců, spolupořádá trhy, poskytuje prostory pro edukativní přednášky a kongresy, pořádá vědecké konference. Prostory muzeí lze pronajmout i na soukromé akce.

## Historie

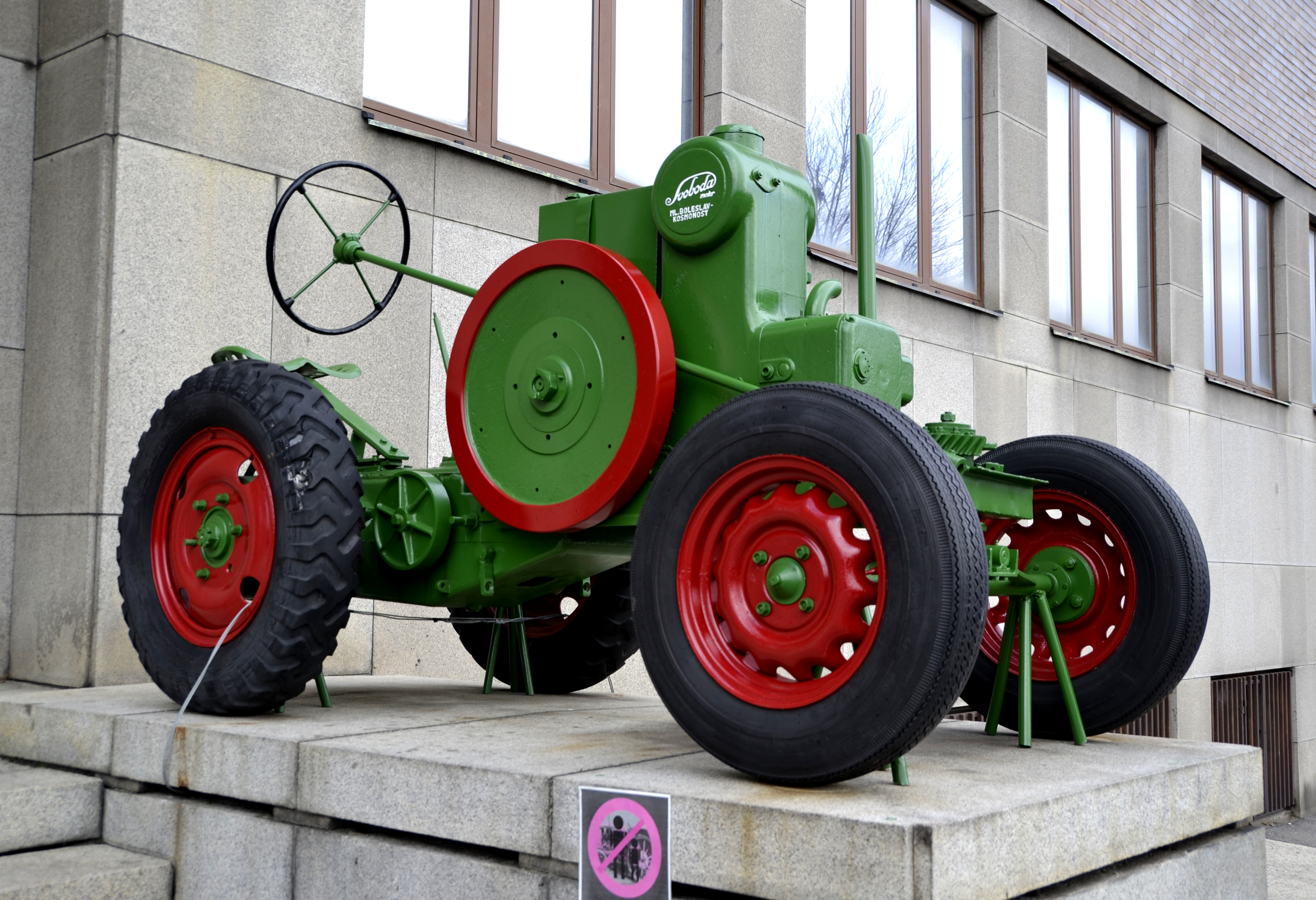
Traktor firmy Svoboda před vstupem do budovy NZM v Praze na Letné

První sbírky muzea vznikly po Jubilejní zemské výstavě v Praze, která se konala roku 1891. Instituce byla nejprve součástí Národopisného muzea, v roce 1918 se osamostatnila pod názvem Zemědělské muzeum. Prvním sídlem muzea se stal palác Silva-Tarouca v ulici Na Příkopě v Praze, v letech 1902–1938 muzeum sídlilo v letohrádku Kinských.
Během první republiky muzeum zřídilo pobočky v Brně (v Berglově paláci), Opavě, Bratislavě a v Mukačevě. Ty zanikly během druhé světové války a předměty ze sbírek byly soustředěny v Praze.

### Vybudování sídla NZM a jeho ztráta
V letech 1937–1939 byly postaveny současně nové budovy pro zemědělské a technické muzeum v Praze na Letné podle projektu architekta Milana Babušky, kde ihned otevřeli své expozice. Po finální dostavbě však byla budova zemědělského muzea zabrána německou okupační armádou. Muzeum budovu získalo zpět v roce 1945, avšak v roce 1950 byla zabavena pro účely Státní dislokační komise. Muzeum tak muselo přestěhovat své sbírky na zámek Konopiště a do zámku Kačina u Kutné Hory. V roce 1961 se sbírky z Konopiště přesunuly na zámek Ohrada u Hluboké nad Vltavou, kde muzeum získalo také zoologickou zahradu. Ta však patřila pod muzeum pouze do roku 1972. V roce 1961 také získalo také prostory v pronájmu na zámku Lednice. V roce 1967 otevřely nové expozice na zámku Kačina, v roce 1972 vznikly nové expozice lesnictví, myslivosti a rybářství na zámku Ohrada.

### NZM po revoluci
Na přelomu 80. a 90. let získalo muzeum další prostory ve Zdechovicích, Valticích a na Janově hradě. Do budovy na Letné se muzeum vrátilo až v roce 1994. Ve stejném roce otevřelo nové expozice ve Valticích a o čtyři roky později pak také v přízemí zámku Kačina. V roce 2003 muzeum získalo areál v Čáslavi, kam byly přestěhovány sbírky ze Zdechovic.
V roce 2006 došlo ke změně zřizovatele a muzeum se stalo příspěvkovou organizací Ministerstva zemědělství. Od roku 2006 pak muzeum otevřelo několik nových expozic ve svých objektech. V současnosti má muzeum své pobočky v Čáslavi, na zámcích Kačina a Ohrada, v Ostravě (v Dolní oblasti Vítkovice) a ve Valticích. Spoluprovozuje také Expozici pivovarnictví ve Znojmě.
V letech 2015–2018 prošla budova na Letné a její výstavní prostory generální rekonstrukcí.

V letech 2018–2020 proběhla v rámci realizace projektů IROP kompletní rekonstrukce pobočky Valtice (v rámci akce byly vytvořeny zcela nové expozice), výstavba nového centrální depozitáře v pobočce Čáslav (tam byly přesunuty sbírky z nevyhovujících prostor z pobočky Kačina a zřízena termokomora) a rekonstrukce a dostavba sídla nově zřízené pobočky v Ostravě dle návrhu arch. Josefa Pleskota.

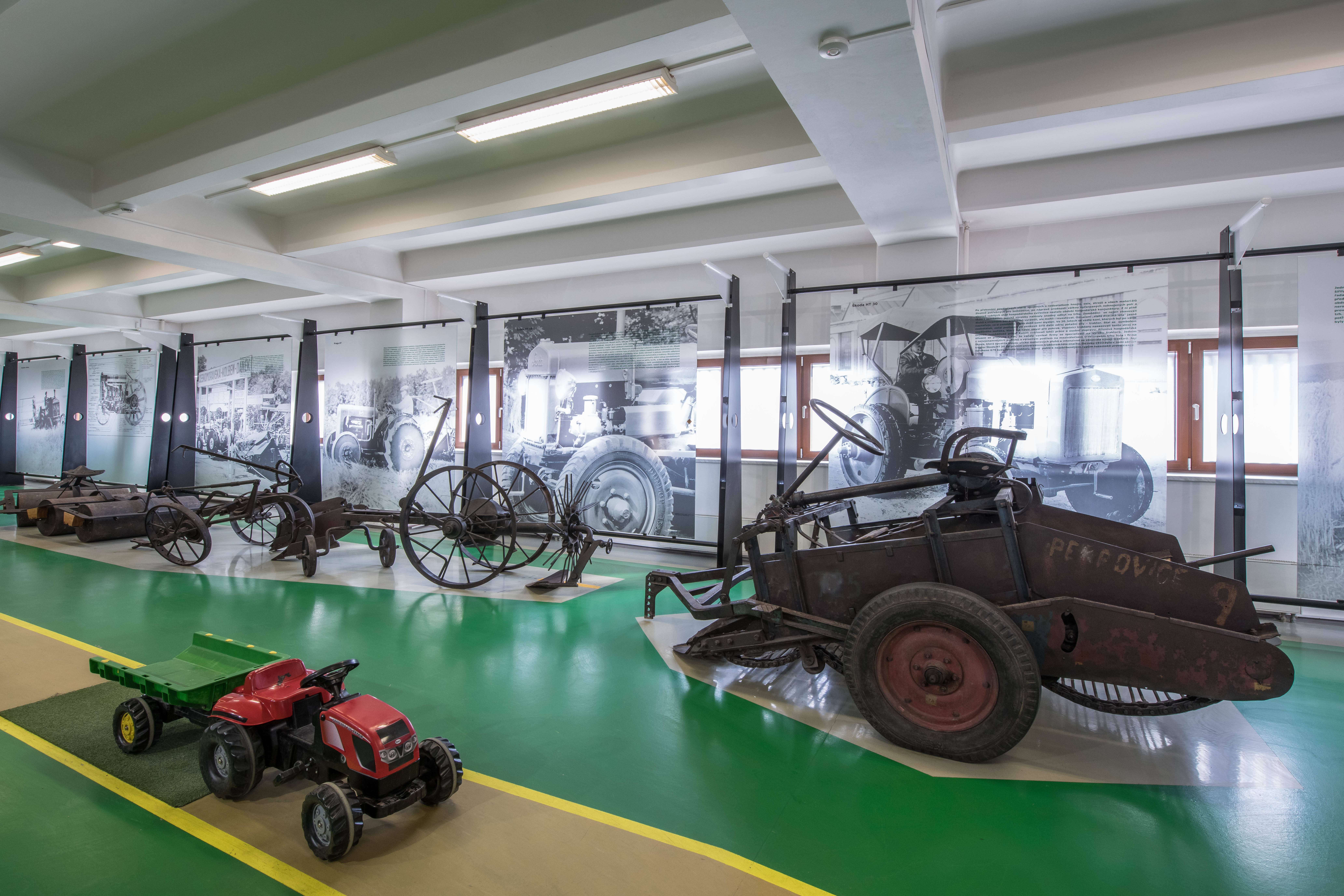
Jede traktor, expozice NZM Praha
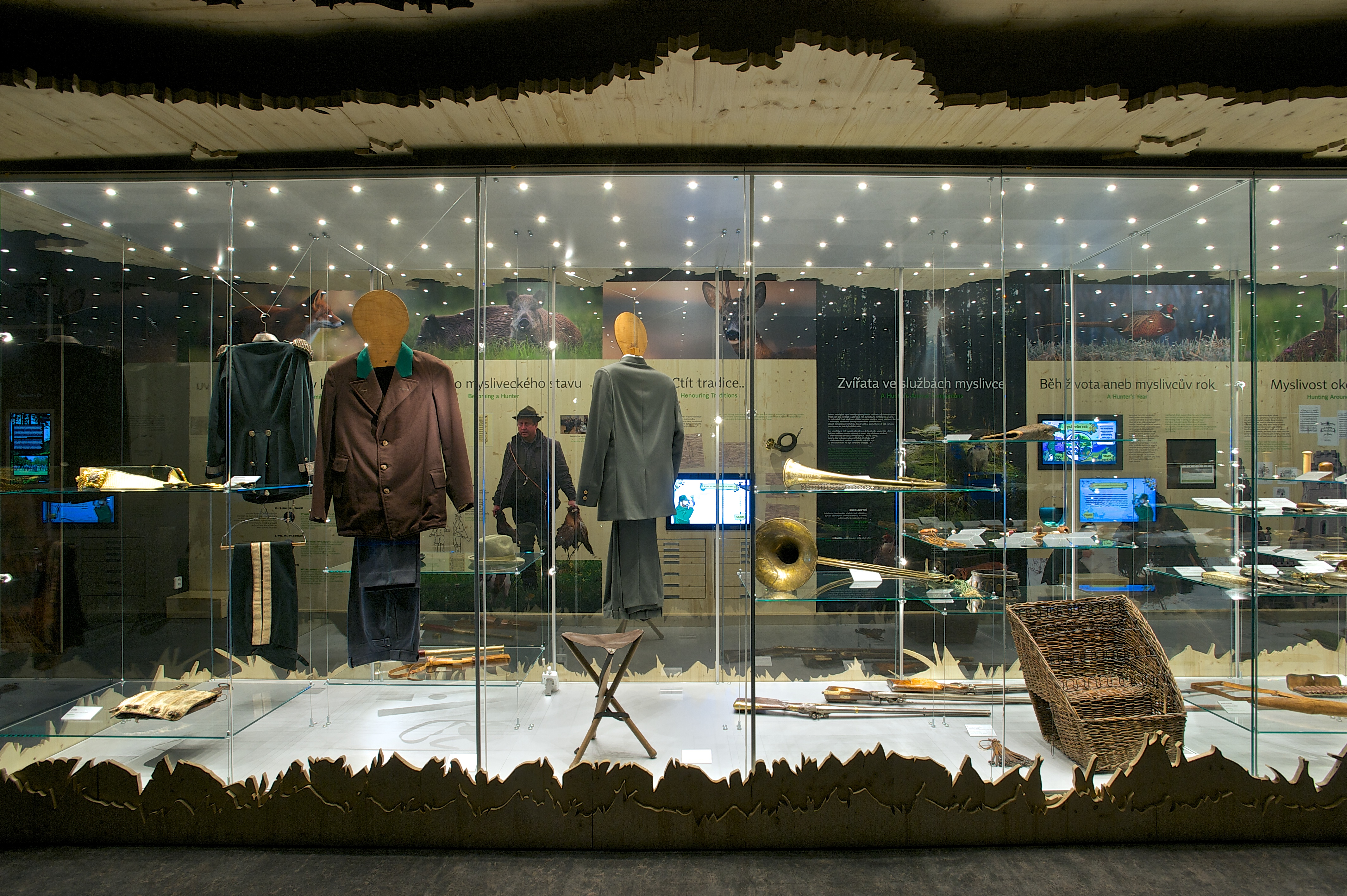
expozice Myslivost NZM Praha
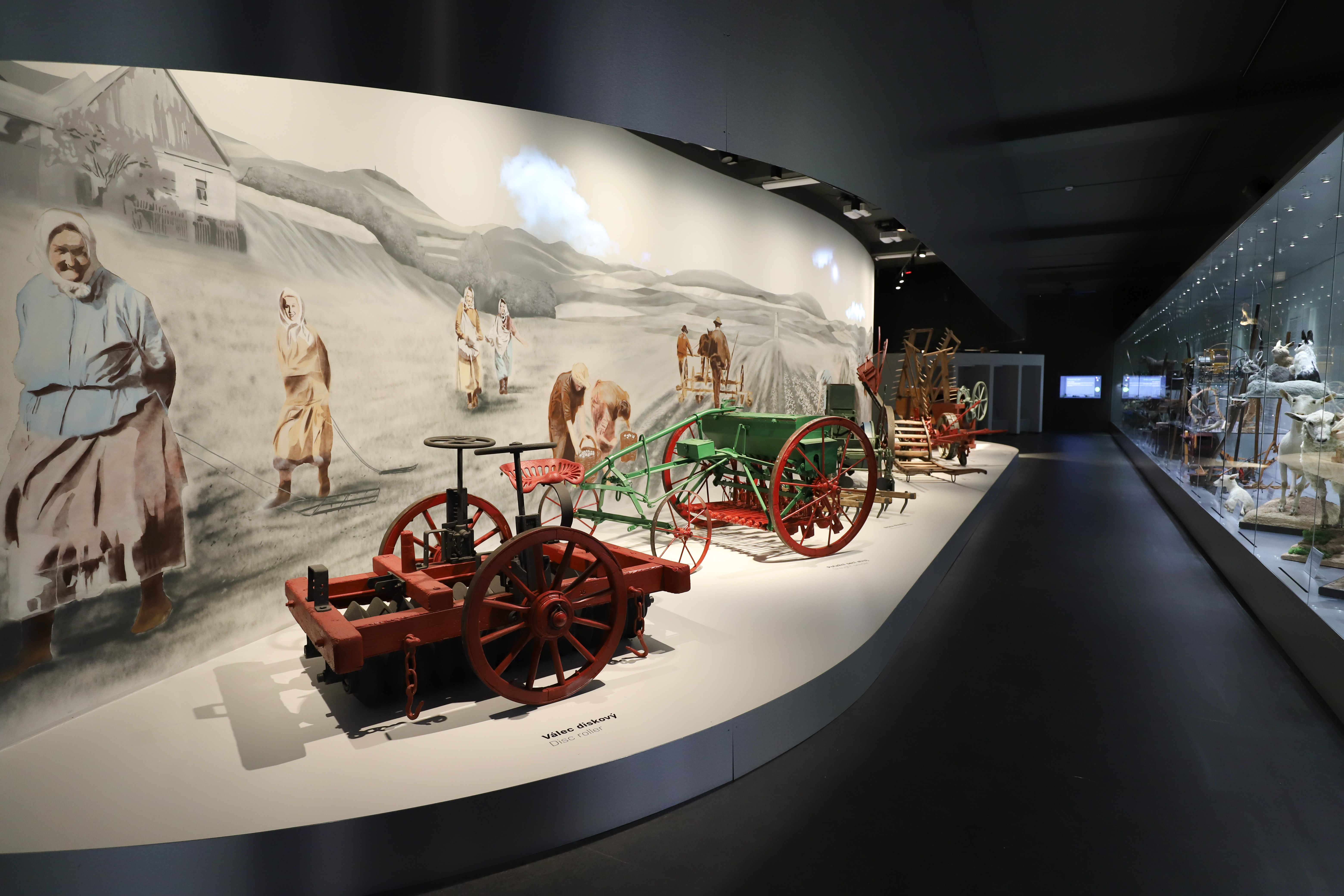
expozice Zemědělství
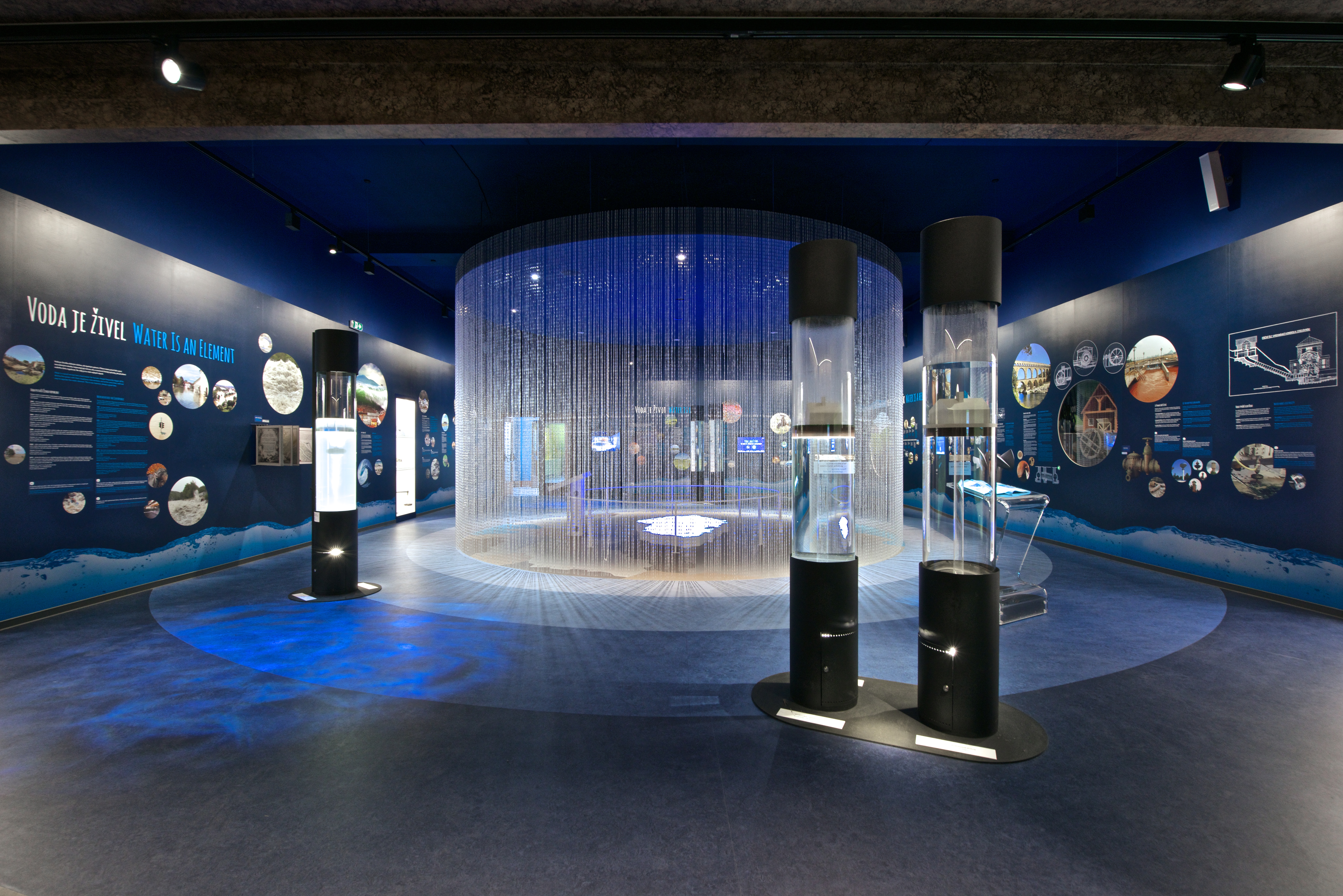
expozice Voda v krajině NZM Praha
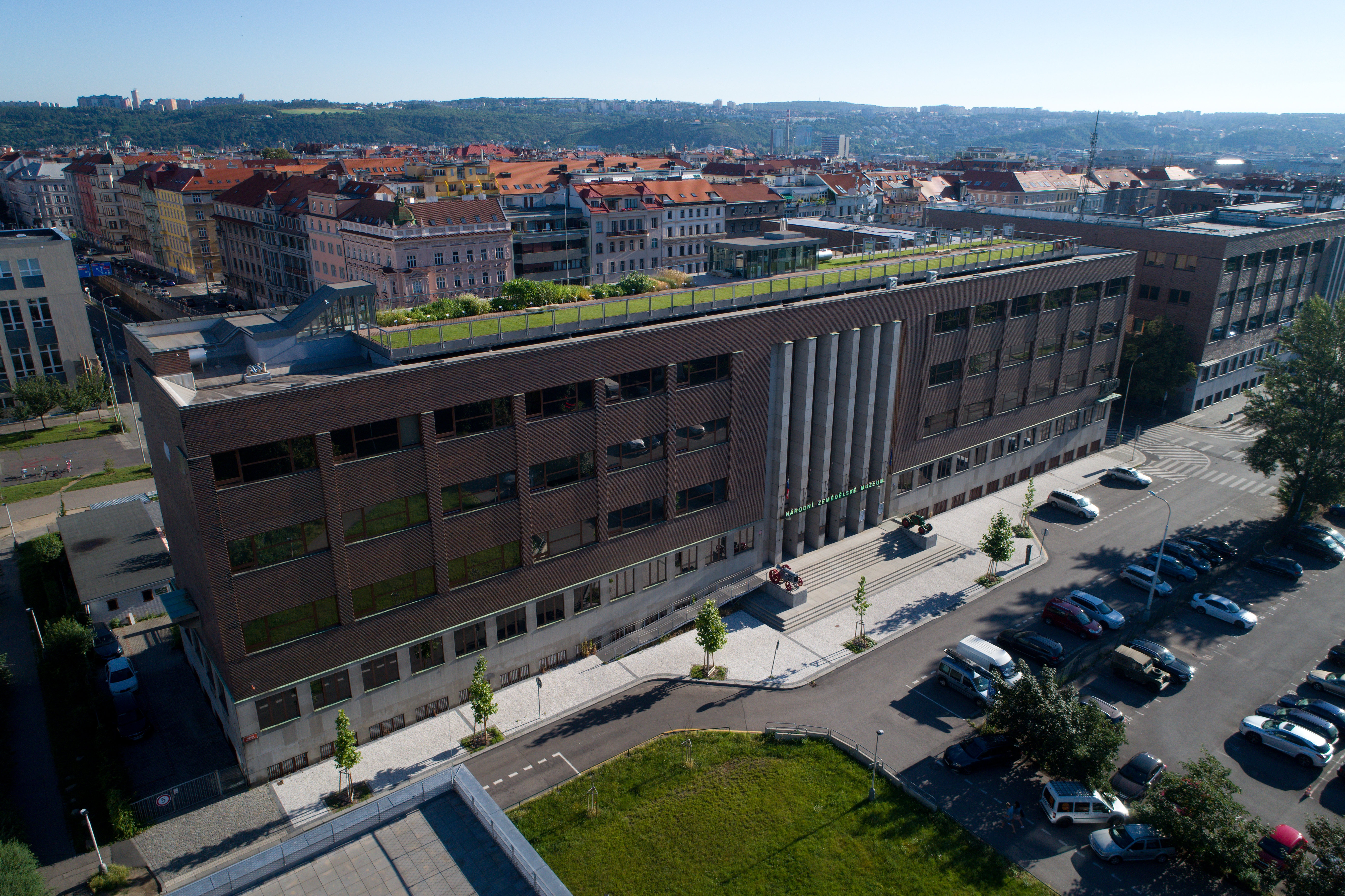
budova NZM Praha a její střešní terasa

## Jednotlivá pracoviště a výstavní budovy muzea
- NZM Praha, příběh zemědělství

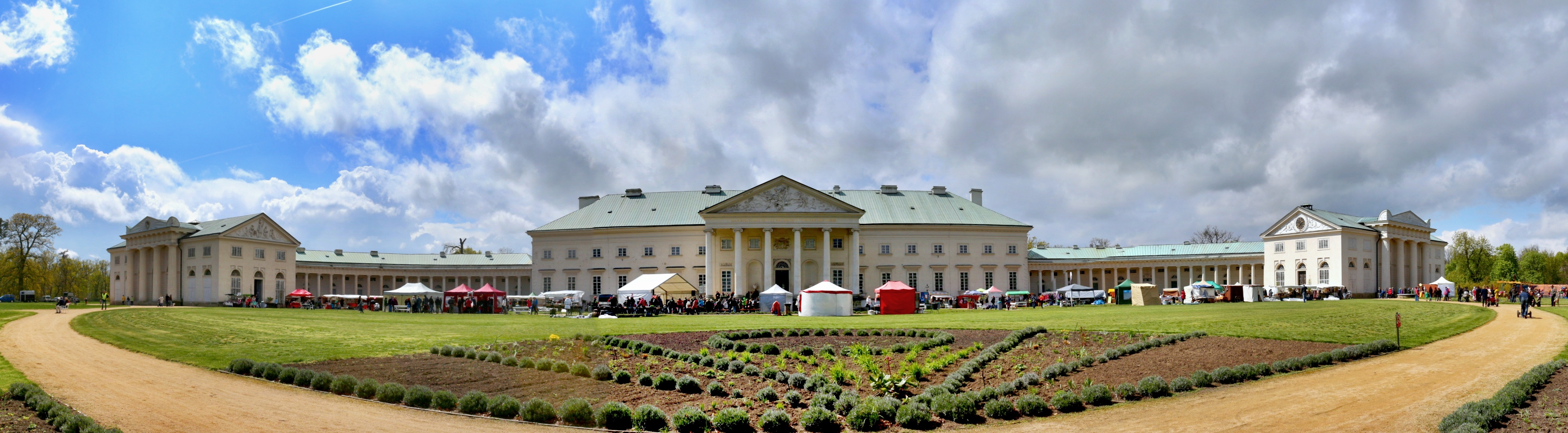
Jedno z detašovaných pracovišť NZM na zámku Kačina. Zde jsou umístěny trvalé expozice s názvem Muzeum českého venkova a Dějiny rodu Chotků. Samotný objekt zámku patří mezi nevýznamnější empírové stavby v Česku. Nachází se v obci Svatý Mikuláš (okres Kutná Hora) na někdejším chotkovském novodvorském panství, nechal vystavět ministr financí Rakouského císařství a nejvyšší purkrabí Království českého, Jan Rudolf hrabě Chotek z Chotkova.

- NZM Čáslav, muzeum zemědělské techniky
- NZM Kačina, zámek, muzeum a park
- NZM Ohrada, muzeum lesnictví, myslivosti a rybářství
- NZM Valtice, muzeum vinařství, zahradnictví a životního prostředí
- NZM Ostrava, muzeum potravin a zemědělských strojů

## Ocenění
Gloria musaealis
Gloria musaealis je národní soutěží muzeí, kterou od roku 2003 vyhlašuje Ministerstvo kultury ČR, Asociace muzeí a galerií a Český výbor ICOM.
- 2020 – projekt Genofondový sad starých a krajových odrůd na Kačině – Zvláštní ocenění udělené na návrh čestného výboru soutěže v kategorii Muzejní počin roku 2020[8]
- 2019 – projekt Modernizace areálu ve Valticích a nové expozice – III. místo v kategorii Muzejní počin roku 2019[8]
- 2017 – publikace Zahradní umění první Československé republiky a její zahradníci – II. místo v kategorii Muzejní publikace roku 2017[8]
- 2016 – výstava Rozkulačeno! Půlstoletí perzekuce selského stavu – Zvláštní ocenění udělené na návrh čestného výboru soutěže v kategorii Muzejní výstava roku 2016[8]
- 2015 – stálá expozice Rybářství – II. místo v kategorii Muzejní výstava roku 2015[8]
- 2007 – výstava "Šumava: Tajemství, nostalgie, příběhy" – III. místo v kategorii Muzejní výstava roku 2007[8]
- 2007 – expozice Moravského kartografického centra ve Velkých Opatovicích – II. místo v kategorii Muzejní počin roku 2007[8]
- 2006 – stálá expozice Jede traktor – III. místo v kategorii Muzejní výstava roku 2006[8]